# Paranilothauma reissi
Paranilothauma reissi är en tvåvingeart som beskrevs av Soponis 1987. Paranilothauma reissi ingår i släktet Paranilothauma och familjen fjädermyggor. Inga underarter finns listade i Catalogue of Life.